# K-1 Engineering

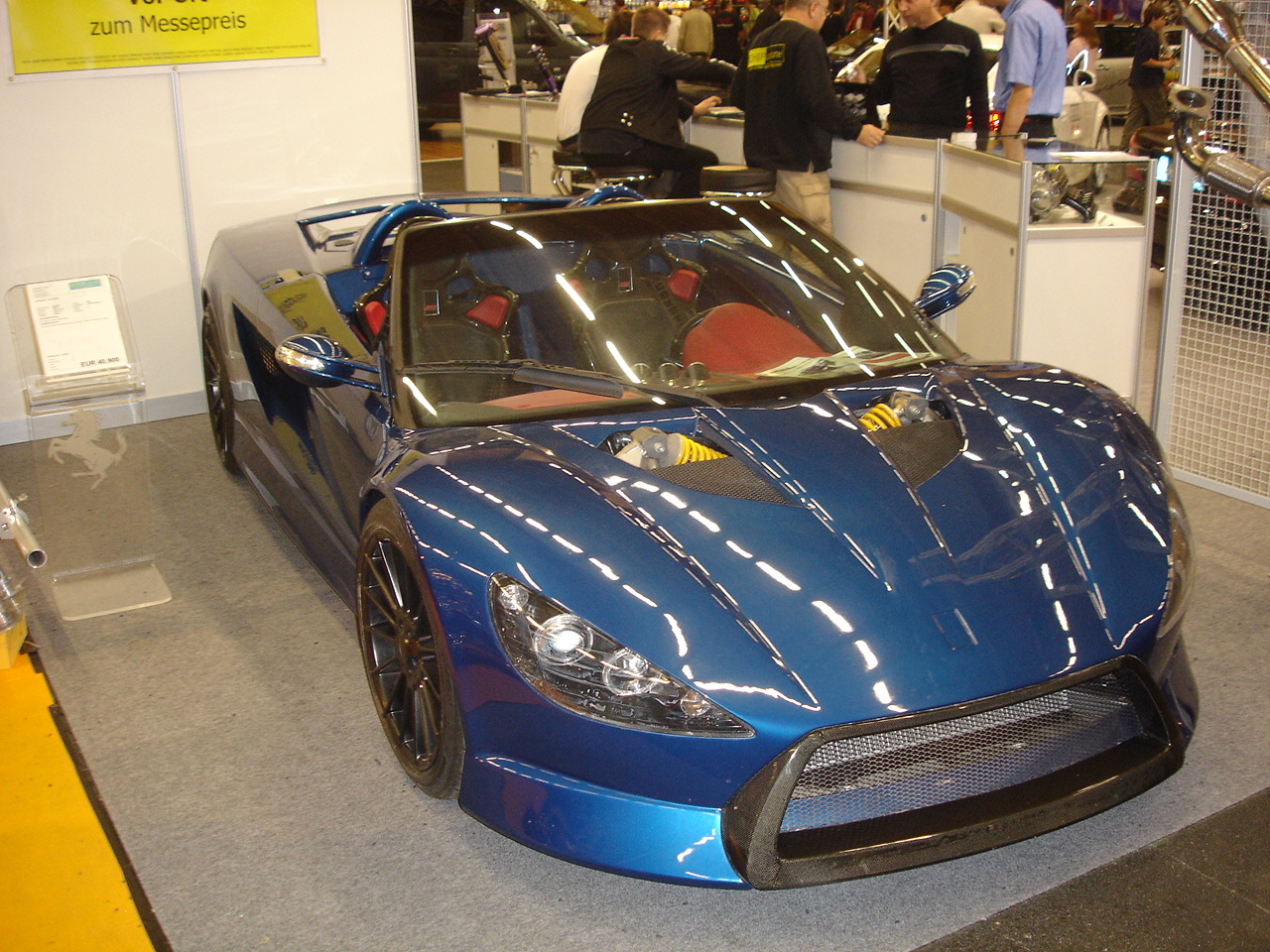
K-1 Attack

K-1 Engineering, zuvor K-1 Styling & Tuning Ltd., ist ein slowakischer Hersteller von Automobilen.

## Unternehmensgeschichte
Dick Kvetnansky gründete das Unternehmen 1991 in Bratislava und begann mit dem Tunen von Fahrzeugen. 1999 kam die Produktion von Automobilen dazu. Der Markenname lautet K-1. Designer ist Juray Mitro. 2004 erfolgte die Umfirmierung in K-1 Engineering. Seit 2006 gibt es die Handelsvertretung K-1 Sportscars Benelux B.V. in Katwijk in den Niederlanden. In den Autokatalogen der Modelljahre 2011, 2012 und 2013 wird das niederländische Unternehmen als Hauptunternehmen und das slowakische Unternehmen lediglich als Produktionsstätte angegeben. Das tschechische Unternehmen B-racing s.r.o. vertreibt seit 2011 die Fahrzeugen in Kit-Car-Form.

## Tuning
Das Unternehmen beschäftigte sich einerseits mit Fahrzeugen von Lada, Škoda und Tatra, aber auch mit Sportwagen wie Chevrolet Camaro, Pontiac Fiero, Opel Calibra und Koenig Competition.

## Fahrzeuge

### Evoluzione
Das erste Modell unter eigenem Markennamen war der Evoluzione, der 1999 erschien. Aus diesem Modell wurde später der Evoluzione II.

### Attack
Dieser Sportwagen, der auf dem Honda Accord basiert, erschien 2001. Der Motor ist in Mittelmotorbauweise vor der Hinterachse montiert. Anstelle der zunächst verwendeten Motoren von Honda sorgen nun Motoren von Ford für den Antrieb.